# Pusztadobos
Pusztadobos is een plaats (község) en gemeente in het Hongaarse comitaat Szabolcs-Szatmár-Bereg. Pusztadobos telt 1475 inwoners (2005).